# بیگنوتی (آریزونا)
بیگنوتی (به انگلیسی: Bignotti) یک منطقهٔ مسکونی در ایالات متحده آمریکا است که در آریزونا واقع شده‌است. بیگنوتی ۹۸۳ متر بالاتر از سطح دریا واقع شده‌است.